# Praejecta
Praejecta ou Praiecta (en grec : Πραιέκτα) est une aristocrate byzantine, sœur de l'empereur Justin II et nièce de Justinien. Elle vit au VIe siècle.

## Biographie
Praejecta est une fille de Vigilantia, la sœur de Justinien, et de son époux Dulcidio. Elle a plusieurs frères ou sœurs dont deux sont connus : le futur empereur Justin II qui règne de 565 à 578 et le patrice Marcellus.
Elle épouse en premières noces le patrice Aréobindus, un sénateur de noble ascendance. En 545, celui-ci est envoyé avec un contingent militaire en Afrique byzantine pour renforcer la situation de la nouvelle province, récemment perturbée par la rébellion de peuples berbères qui ont fait assassiner le gouverneur Solomon. Praejecta le suit alors en Afrique.
La situation à Carthage reste complexe car Aréobindus ne s'entend guère avec le général Sergius. L'armée byzantine est lourdement vaincue à Thacia face à la force rebelle de Stotzas, lequel meurt malgré tout dans les combats. Finalement, Aréobindus est nommé comme seul commandant mais il est tué dans une mutinerie en mars 546 par un complot dirigé par Guntharic. Praejecta et sa belle-sœur sont envoyées en sécurité dans un monastère fortifié de Carthage mais Guntharic parvient à s'emparer de la cité et les fait sortir de ce refuge. Il espère peut-être épouser Praejecta et la garde en résidence surveillée, apparemment en le traitant bien. 
Guntharic est à son tour tué par le général d'origine arménienne Artabanès en mai 546. Praejecta récompense le nouveau chef byzantin par une large somme d'argent et devient également sa fiancée. Une fois rentrée à Constantinople, Artabanès est toujours avec elle mais l'impératrice Théodora découvre qu'il a déjà été marié et fait interdire l'union. Artabanès en tire une profonde amertume et participe à un complot raté contre l'empereur à la fin de l'année 548.
Finalement, Praejecta épouse en secondes noces un certain Jean, fils de Pompeius et petit-fils d'Hypace, un neveu de l'ancien empereur Anastase. L'union intervient vers 546-548.
Praejecta a probablement plusieurs enfants dont une fille (ou petite-fille) aurait épousé un représentant de la riche famille égyptienne des Apion, dénommé Apion II.

## Sources
- Joëlle Beaucamp, « Apion et Praejecta : hypothèses anciennes et nouvelles données », Revue des études byzantines, vol. 159,‎ 2001, p. 165-178 (lire en ligne)
- Pierre Maraval, Justinien : le rêve d'un empire chrétien universel, Paris, Tallandier, 2016,, 427 p. (ISBN 979-10-210-1642-2).
- (en) John R. Martindale, A.H.M. Jones et John Morris, The Prosopography of the Later Roman Empire, Volume III : AD 527-641, Cambridge University Press, 1992,, 1626 p. (ISBN 978-0-521-20160-5, présentation en ligne).